# Porta San Giovanni (Roma)

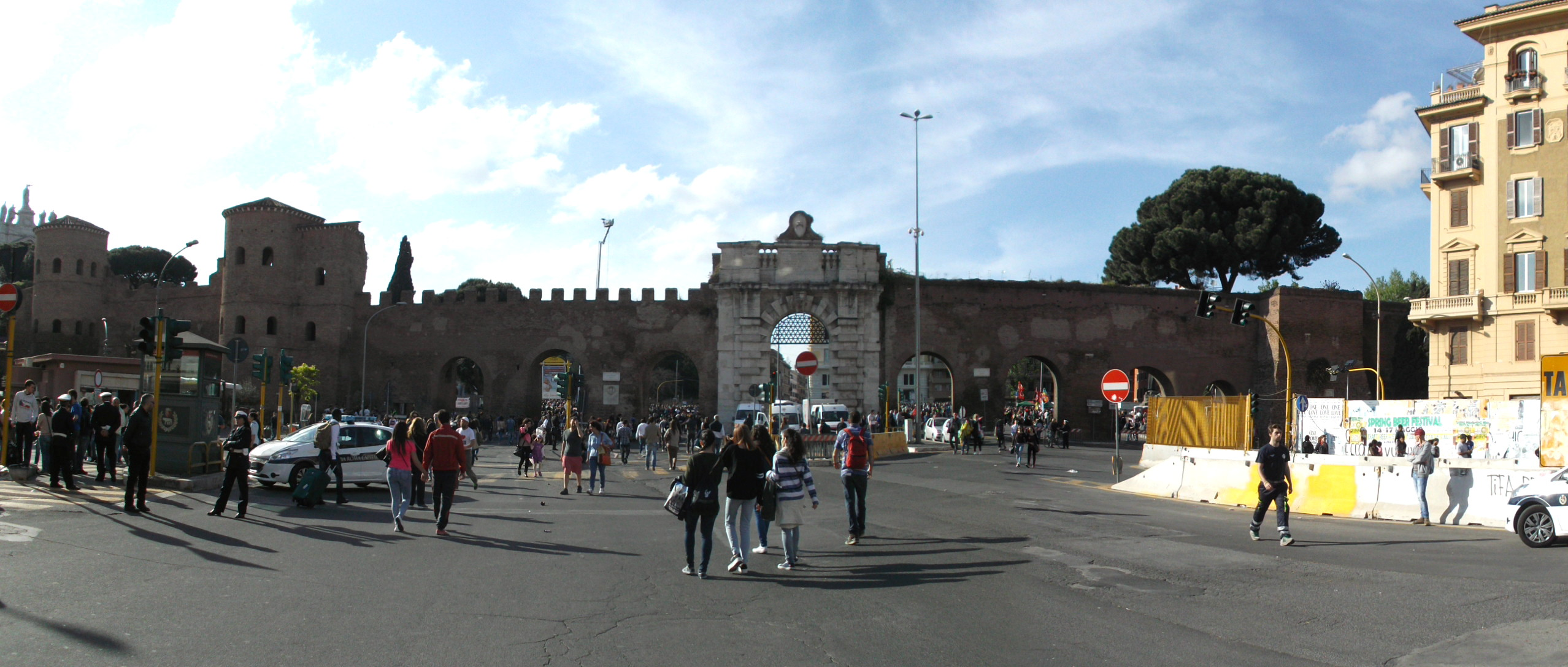
Vista panoramica di porta san Giovanni da piazzale Appio

Porta San Giovanni è una delle porte che si aprono nelle Mura aureliane di Roma, e deve il suo nome, immutato nel tempo, alla vicinanza alla Basilica di San Giovanni in Laterano.

## Descrizione
È strutturata in un unico grande arco realizzato da papa Gregorio XIII ad opera forse di Giacomo Della Porta o, più probabilmente, di Giacomo Del Duca, che già aveva collaborato con Michelangelo alla realizzazione di Porta Pia. La confusione è dovuta al fatto che le cronache dell'epoca parlano generalmente di un famoso architetto Giacomo. La tradizione popolare romana insiste però sulla presenza del Della Porta, tant'è vero che lo fa anche morire nei pressi della porta "da lui realizzata", a causa di una violenta indigestione di meloni e cocomeri, di ritorno da una gita ai Castelli Romani.
Venne inaugurata nel 1574 e la sua apertura, resa necessaria nell'ambito della ristrutturazione dell'intera area del Laterano per agevolare il traffico da e per il sud d'Italia, decretò la definitiva chiusura della vicina e ben più imponente Porta Asinaria, di epoca aureliana, divenuta ormai quasi inagibile per il progressivo innalzamento del livello stradale circostante e anche per questo del tutto inadeguata a sostenere il volume di traffico.
La struttura conferma l'utilizzo per cui era stata concepita: è infatti più simile a quella dell'entrata di una villa che non a quella di un'opera difensiva, del tutto priva com'è di torri laterali, di bastioni e di merlature, e fornita invece di una marcata bugnatura e di un semplice ornamento composto da un grosso viso barbuto in cima alla porta stessa, sul lato esterno.
Sempre sul lato esterno è posta la lapide commemorativa della realizzazione dell'opera, in cui si legge che:
La porta dava infatti accesso alla via Campana, l'odierna via Appia Nuova, che per le prime tre miglia seguiva il tracciato dell'antica via Asinaria. Per il nome della via Campana generalmente si accettano entrambe le etimologie: era infatti la strada che portava in Campania, ma anche quella per la quale, subito fuori le mura, si arrivava alla campagna dei Castelli Romani.

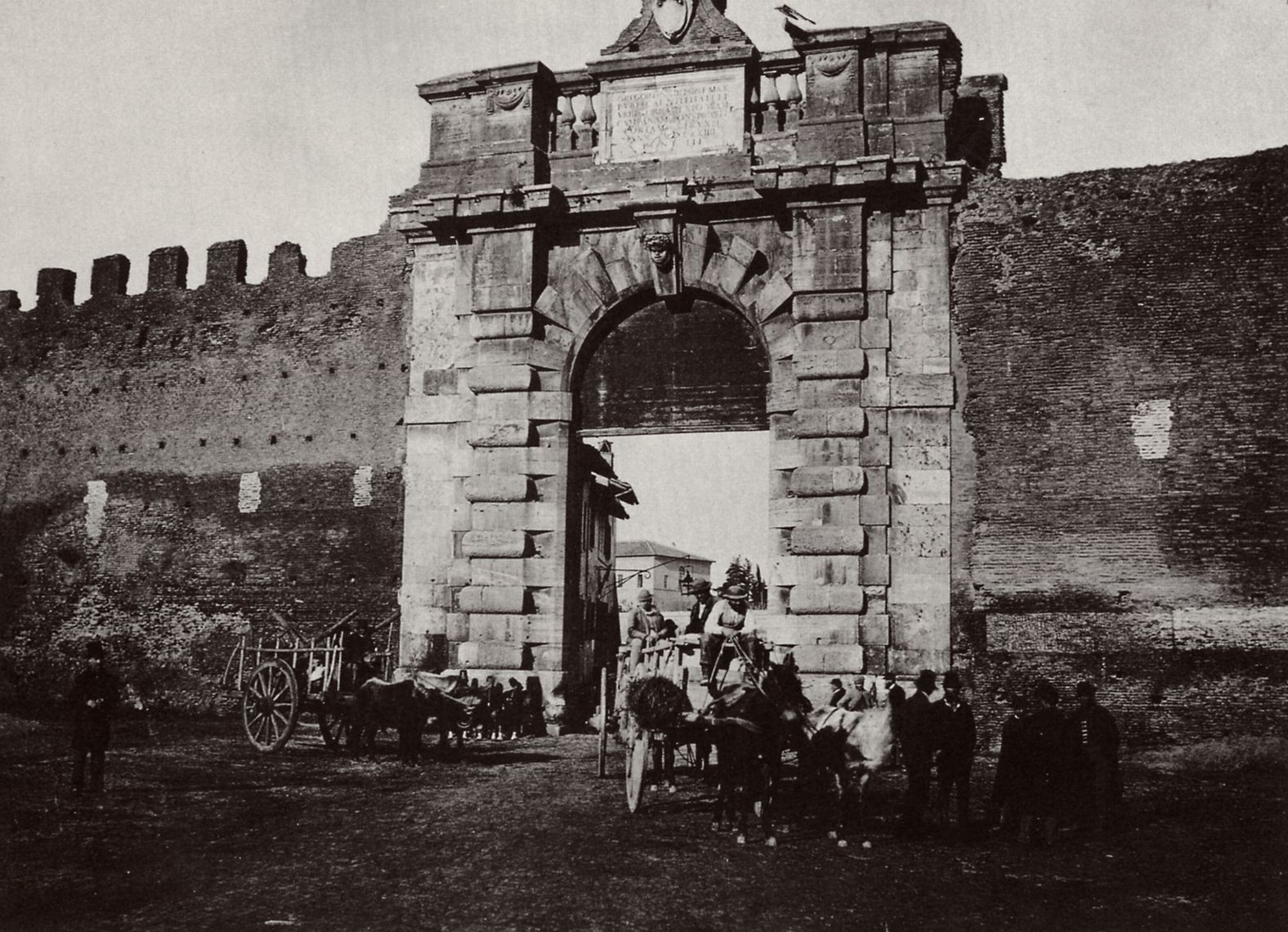

Più che ad avvenimenti storici e militari di particolare rilievo, Porta S. Giovanni è legata alle tradizioni popolari romane, oggi praticamente scomparse, in particolare quella relativa alla "Notte di San Giovanni", il 23 giugno, la "notte delle streghe", con la grande festa all'aperto un tempo tanto cara ai romani. Secondo la leggenda, in quella notte il fantasma di Erodiade, che aveva convinto il marito Erode Antipa a far decapitare Giovanni Battista, organizzava una sorta di sabba di streghe sui prati del Laterano; per scacciarle i romani predisponevano una grande festa nei dintorni che, tra schiamazzi e fuochi d'artificio, le mettesse in fuga. Sempre caratteristica della notte di S. Giovanni è l'usanza di mangiare le lumache, le cui corna simboleggiavano la discordia (il significato del tradimento è molto più recente): mangiandole si seppellivano nello stomaco i contrasti e i rancori accumulati durante tutto l'anno trascorso, dando all'usanza un significato di riconciliazione.
Il moderno quartiere Appio-Latino, subito fuori dalla porta, nacque nel 1926, abbattendo ville e casali ed eliminando vigne, osterie e prati. A quell'epoca risale anche l'apertura, per motivi di viabilità, dei fornici ai lati della porta, come si possono osservare oggi.